# Тарасівка (Кам'янець-Подільський район)
Тара́сівка (раніше Тересівка) — село в Україні, у Слобідсько-Кульчієвецькій сільській територіальній громаді Кам'янець-Подільського району Хмельницької області.

## Назва
Історично зафіксована назва — Тересівка. Дослова, давнину був фракійський цар Терес I, а в Нижній Франконії, Німеччина, є громада Терес. За словами сільських жителів, село назвали на честь дочки панівецького поміщика Терези. Як «Тересівка» стала Тарасівкою, невідомо, зате назву поселення точно отримало не від імені Тарас.

## Географія
Село Тарасівка лежить на обох берегах річки Мукша. Поруч пролягає залізниця, станція Мукша. Розташоване за 9 кілометрів від Кам’янця-Подільського, на відстані 3 кілометрів від центру села проходить автомобільний шлях територіального значення Т 2325.

### Клімат
Тарасівка знаходяться в межах вологого континентального клімату із теплим літом у так званому «теплому Поділлі», тут весна настає на 2 тижні раніше. Але діяльність людини призводить до поганих змін та глобального потепління. Рівень наповнення річок водою в області становить лише 20 % від необхідного стандарту.

## Історія
За описом краєзнавця Юхима Сіцінського, населений пункт з'явився на панівецьких землях приблизно 1760 роком, а до того тут був лише будиночок мисливця, поміщика Старжинського, тоді ж зафіксована первісна назва села Тересівка.
Церква святого Іоанна Богослова збудована в 1788 – 1790 роках – маленька дерев’яна, обліплена глиною, з невеликою главкою на даху. Нова кам’яна церква збудована в 1865 році разом з дзвіницею, крита гонтою.
Другій половині ХІХ століття село входило до Баговицької волості. До її складу також входили такі села: Баговицька Слобідка, Баговиця, Врублівці, Демшин, Зубрівка, Калиня, Княжпіль, Кульчіївецька-Слобідка, Кульчіївці, Лука, Мар’янівка, Мукша Велика, Мукша Китайгородська, Мукша Пановецька, Мукшанська Слобідка, Оленівка, Оленівська Слобідка, Панівці Верхні, Панівці Нижні, Суржинці, Тарасівка, Фурманівка, Цибулівка, Яруга.
Внаслідок поразки визвольних змагань на початку XX століття, село надовго окуповане російсько-більшовицькими загарбниками.
Радянська окупація принесла колективізацію та розкуркулення, мешканці села зазнали репресій. Багатьох частинах Поділля відбувались масові селянські повстання, проти радянської влади.
У 1932–1933 роках селяни села пережили влаштований комуністами голодомор.
По закінченню Другої світової війни у 1946—1947 роках мешканці села вчергове пережили голод.
З 1991 року в складі незалежної України.
З 14 серпня 2017 року шляхом об'єднання сільських рад, село увійшло до складу Слобідсько-Кульчієвецької сільської громади. Об'єднання в громаду має створити умови для формування ефективної і відповідальної місцевої влади, яка зможе забезпечити комфортне та безпечне середовище для проживання людей.

## Населення
За переписом населення України 2001 року в селі мешкало 488 осіб.

### Мова
У селі поширені західноподільська говірка та південноподільська говірка, що відносяться до подільського говору, який належить до південно-західного наріччя.
100 % населення вказало своєю рідною мовою українську мову за даними перепису 2001 року.

## Економіка
У селі розташоване фермерське господарство «Колос» та відокремлений підрозділ ВАТ «Адамс».
На 2016 рік землі Тарасівки орендували два агропідприємства: ТОВ ВФ «Агроеко-XXI» та ТОВ «Енселко-Агро». Доповнює економічний потенціал села ПП «Тарасівські ковбаси». Також у селі є приватний сільський магазин.

## Уродженці села
- Олексійчук Микола Андрійович (нар. 1941) — Заслужений працівник культури України, засновник та художній керівник академічної хорової капели «Гомін».
- Андреєв Олександр Маркович (нар.1896) — учасник Першої світової війни. Георгіївський кавалер.
- Олексійчук Богдан Віталійович (1999-2022) — український військовослужбовець, учасник російсько-української війни.[4]

## Охорона природа
Село лежить у межах національного природного парку «Подільські Товтри», в селі розташована ботанічна пам'ятка природи — «Дуб звичайний».

## Цікаві факти
Свого часу землі села орендував відомий бізнесмен - Адам Яхієв, за діяльності якого село процвітало. Тому на його честь Тарасівці назвали вулицю.

## Галерея

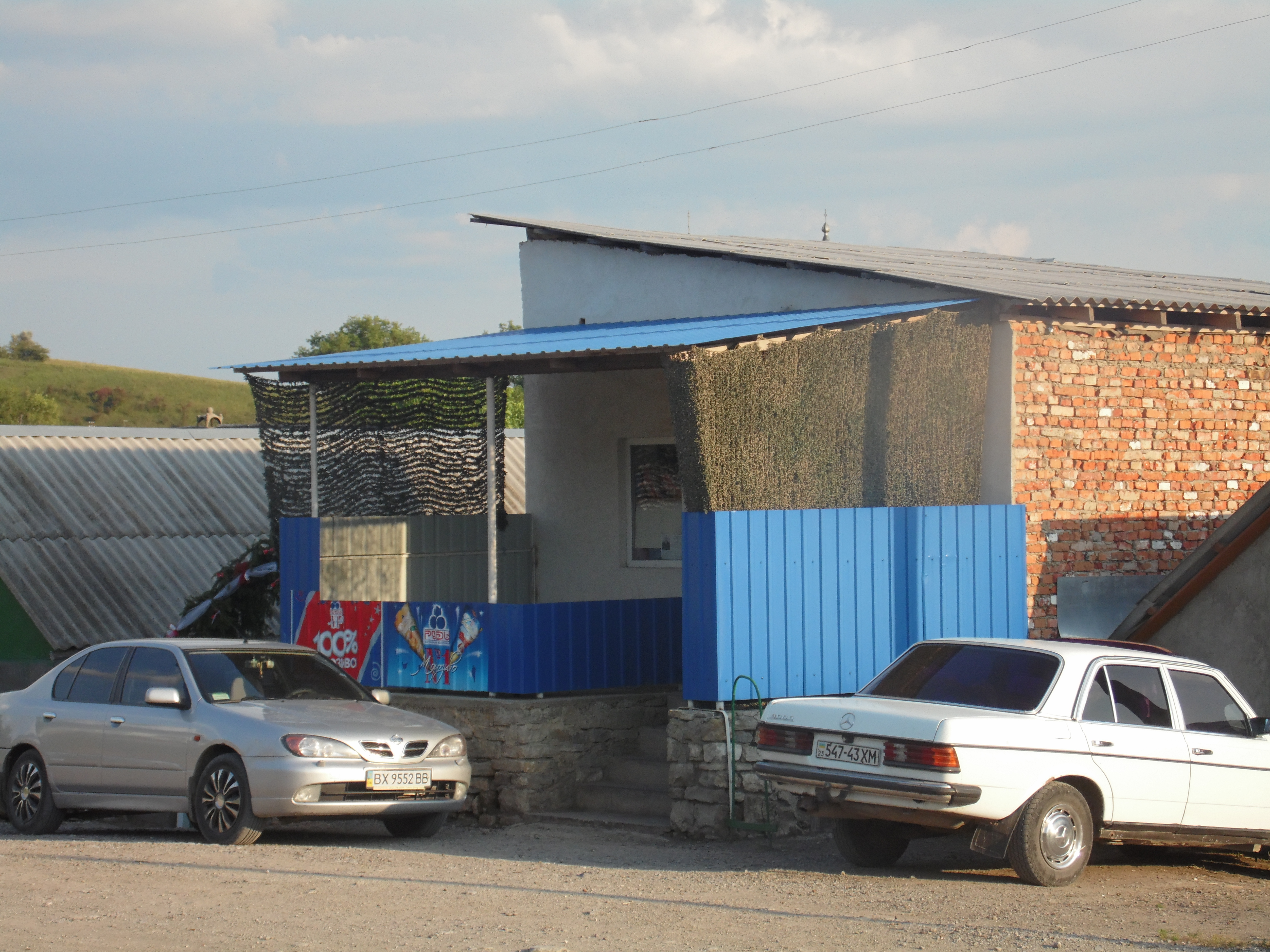
Магазин
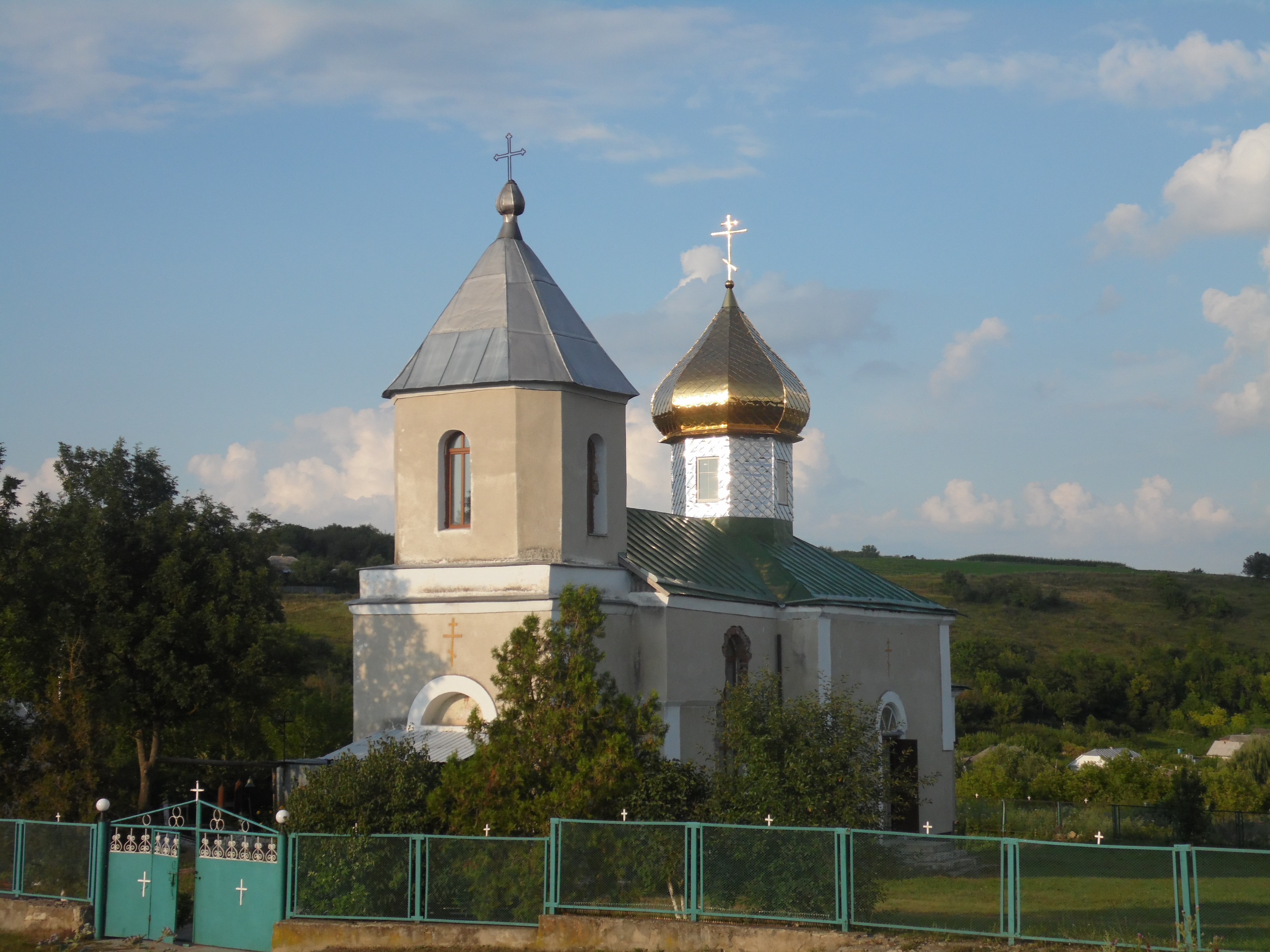
Сільська церква
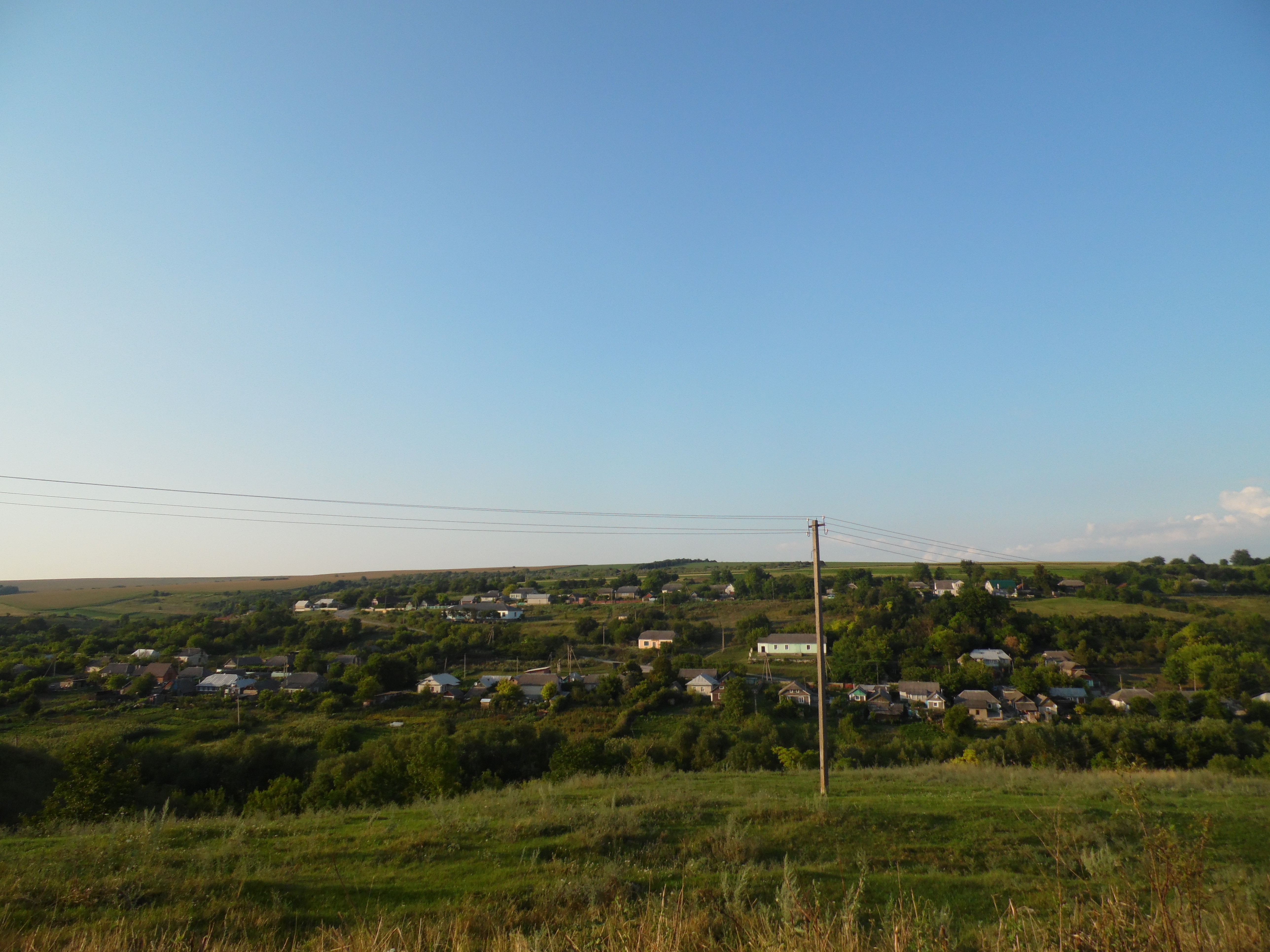
Загальна панорама села
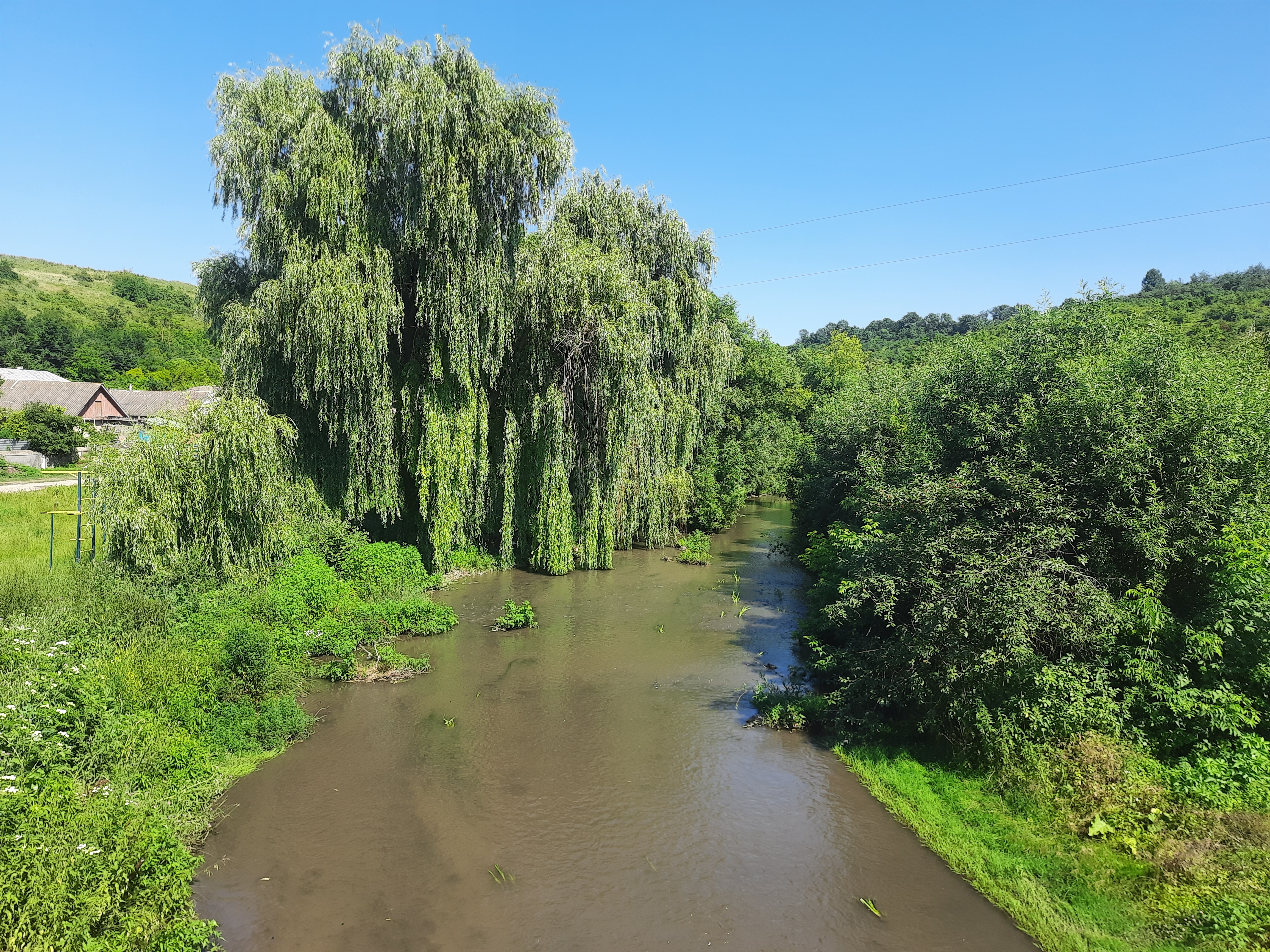
Річка Мукша біля села